# Megachile holomelaena
Megachile holomelaena là một loài Hymenoptera trong họ Megachilidae. Loài này được Cockerell mô tả khoa học năm 1917.